# Urashimasakatasen
Urashimasakatasen (浦島坂田船) là một nhóm nhạc nam ở Nhật Bản. Bao gồm bốn thành viên: Uratanuki, Shima, Tonari no Sakata (Aho no Sakata) và Senra.

## Thành viên
| Tên              | Tên            | Tên thật*        | Tên thật*          | Màu   | Ngày sinh        |
| Romaji           | Tiếng Nhật     | Romaji           | Tiếng Nhật / Kanji | Màu   | Ngày sinh        |
| ---------------- | -------------- | ---------------- | ------------------ | ----- | ---------------- |
| Uratanuki        | うらたぬき     | Takahashi Wataru | 高橋渉             | ■Xanh | 9 tháng 8, 1989  |
| Shima            | 志麻           | Shima Tsukizaki  | 月崎志麻           | ■Tím  | 1 tháng 12, 1989 |
| Tonari no Sakata | となりの坂田。 | -                | -                  | ■Đỏ   | 5 tháng 12, 1991 |
| Senra            | センラ         | -                | -                  | ■Vàng | 3 tháng 10, 1991 |

* Họ cũng đang thực hiện các hoạt động diễn viên lồng tiếng bằng tên thật của họ, Ngoại trừ Senra một mình.

## Danh sách đĩa nhạc

### Single
| # | Ngày phát hành       | Tiêu đề                               | Nhãn hiệu                        |
| - | -------------------- | ------------------------------------- | -------------------------------- |
| 1 | 26 tháng 4 năm 2017  | SHOW MUST GO ON!!                     | NBCUniversal Entertainment Japan |
| 2 | 28 tháng 8 năm 2019  | 明日へのBye Bye (Ashita e no Bye Bye) | NBCUniversal Entertainment Japan |
| 3 | 25 tháng 12 năm 2019 | Gotcha!!                              | NBCUniversal Entertainment Japan |

### Album
| # | Ngày phát hành       | Tiêu đề       | Nhãn hiệu                        |
| - | -------------------- | ------------- | -------------------------------- |
| 1 | 23 tháng 3 năm 2016  | CRUISE TICKET | Victor Entertainment             |
| 2 | 5 tháng 7 năm 2017   | Four the C    | NBCUniversal Entertainment Japan |
| 3 | 4 tháng 7 năm 2018   | V-enus        | NBCUniversal Entertainment Japan |
| 4 | 26 tháng 6 năm 2019  | $HUFFLE       | NBCUniversal Entertainment Japan |
| 5 | 25 tháng 11 năm 2020 | RAINBOW       | NBCUniversal Entertainment Japan |
| 6 | 7 tháng 7 năm 2021   | L∞VE          | NBCUniversal Entertainment Japan |